# Wael Nader al-Halqi

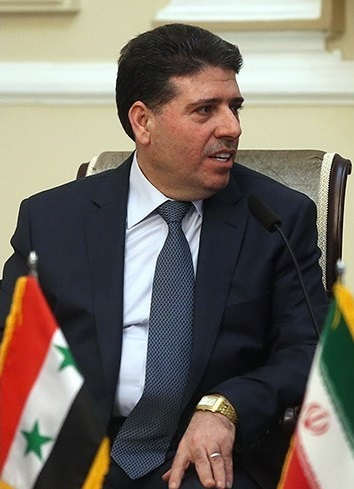
Thủ tướng Syria Wael Nader al-Halqi trong chuyến thăm cấp nhà nước tới Iran (2014)

Wael Nader Al-Halqi (tiếng Ả Rập: وائل نادر الحلقي, sinh năm 1964) là chính trị gia Syria. Ông được bổ nhiệm làm Thủ tướng Syria từ ngày 9 tháng 8 năm 2012, sau khi giữ chức Bộ trưởng Bộ Y tế.
Năm 2013, Halqi may mắn thoát chết sau một vụ ám sát nhắm vào đoàn xe của ông ở Damascus vào sáng sớm ngày 29 tháng 4. Vụ ám sát đã giết chết 6 người.
Halqi đã kết hôn và có bốn người con.